# Магурски национален парк
Вижте пояснителната страница за други значения на Магура.
Магурският национален парк (на полски: Magurski Park Narodowy) е един от 23-те национални парка в Полша.
Разположен е в югоизточната част на страната, на територията на Подкарпатско (89,7 %) и Малополско войводство (10,3 %). Парковата администрация се намира в село Кремпна.
Създаден е на 1 януари 1995 година, с наредба на Министерския съвет от 24 ноември 1994 година. Заема площ от 19 961,92 хектара, която е обградена от буферна зона с площ 22 967 хектара. Обхваща основно планинския масив Магура Вонтковска, част от Средните Бескиди.

## Фотогалерия
- Специално охранявана област на местообиталища „Остоя Магурска“
- Образователен център и музей в Кремпна
- Поглед към Магура Вонтковска